# Hadena sicula
Hadena sicula là một loài bướm đêm trong họ Noctuidae.